# 安宰贤 (乒乓球运动员)
安宰贤（韩语： An Jaehyun，1999年12月25日—），生于大田广域市，韩国男子乒乓球运动员，2019年世界乒乓球锦标赛男子单打铜牌得主、2022年世界乒乓球团体锦标赛男子团体铜牌得主。